# Robert von Sterneck
Robert von Sterneck, de son nom complet Robert Daublebsky von Sterneck, est un militaire autrichien  né à Prague le 7 février 1839 et mort à Vienne le 2 novembre 1910. 

## Biographie
Robert von Sterneck descendait d'une vieille famille aristocratique autrichienne.
Après deux années d'études à l'École Technique Supérieure de Prague, il entra dans l'armée austro-hongroise et prit part aux guerres de 1859 et de 1866. De 1862 à 1902 il travailla en tant qu'officier supérieur (il atteignit le grade de général-major) à l'Institut géographique militaire de Vienne et devint finalement directeur de la section astronomique et géodésique de l'Observatoire astronomique de cette ville. Il mena des travaux cartographiques en Turquie, en Bulgarie et en Serbie, initia les mesures de pesanteur relatives et inventa un marégraphe qui porte son nom. Il est aussi connu pour avoir effectué des déterminations de la masse de la Terre. 

## Principaux ouvrages
- Die Polhöhe und ihre Schwankungen (La hauteur du pôle et ses fluctuations), 1894.
- Die Ergebnisse der neuesten Schwerebestimmungen (Les résultats des plus récentes déterminations de la pesanteur), 1895.
- Das Fortschreiten der Flutwelle im Adriatischen Meer (La progression du raz-de-marée dans la Mer Adriatique), 1908.